# محمد عبد الفتاح (لاعب كرة قدم)
محمد عبد الفتاح هو لاعب كرة قدم سوداني في مركز حراسة المرمى، ولد في 1949 في عطبرة في السودان.

## وصلات خارجية
- محمد عبد الفتاح (لاعب كرة قدم) على موقع الاتحاد الدولي (مؤرشف)  (الإنجليزية)
- محمد عبد الفتاح (لاعب كرة قدم) على موقع عالم كرة القدم.نت (الإنجليزية)
- محمد عبد الفتاح (لاعب كرة قدم) على موقع أوليمبيديا (الإنجليزية)